# 没根
没根（?—?），五胡十六国時代人物。
没根在北魏担任别部大人，有胆气勇力，被魏王拓跋珪猜忌。396年十二月，他害怕被拓跋珪誅殺，率親兵数十人归降後燕。後燕皇帝慕容宝任命他为鎮東大将軍，封雁門公。没根向慕容宝夜襲北魏大軍。慕容宝不能给没根重兵，只派騎兵一百余騎。没根效其号令，夜襲北魏軍营。至中軍，拓跋珪才发觉夜襲，狼狽逃走。没根因为兵少，没有对北魏大軍遭成很大打击，多获魏军首級得還。397年二月，没根兄子并州監軍丑提，听说叔父降燕，也怕被殺，于是归降後燕。